# Brněnsko

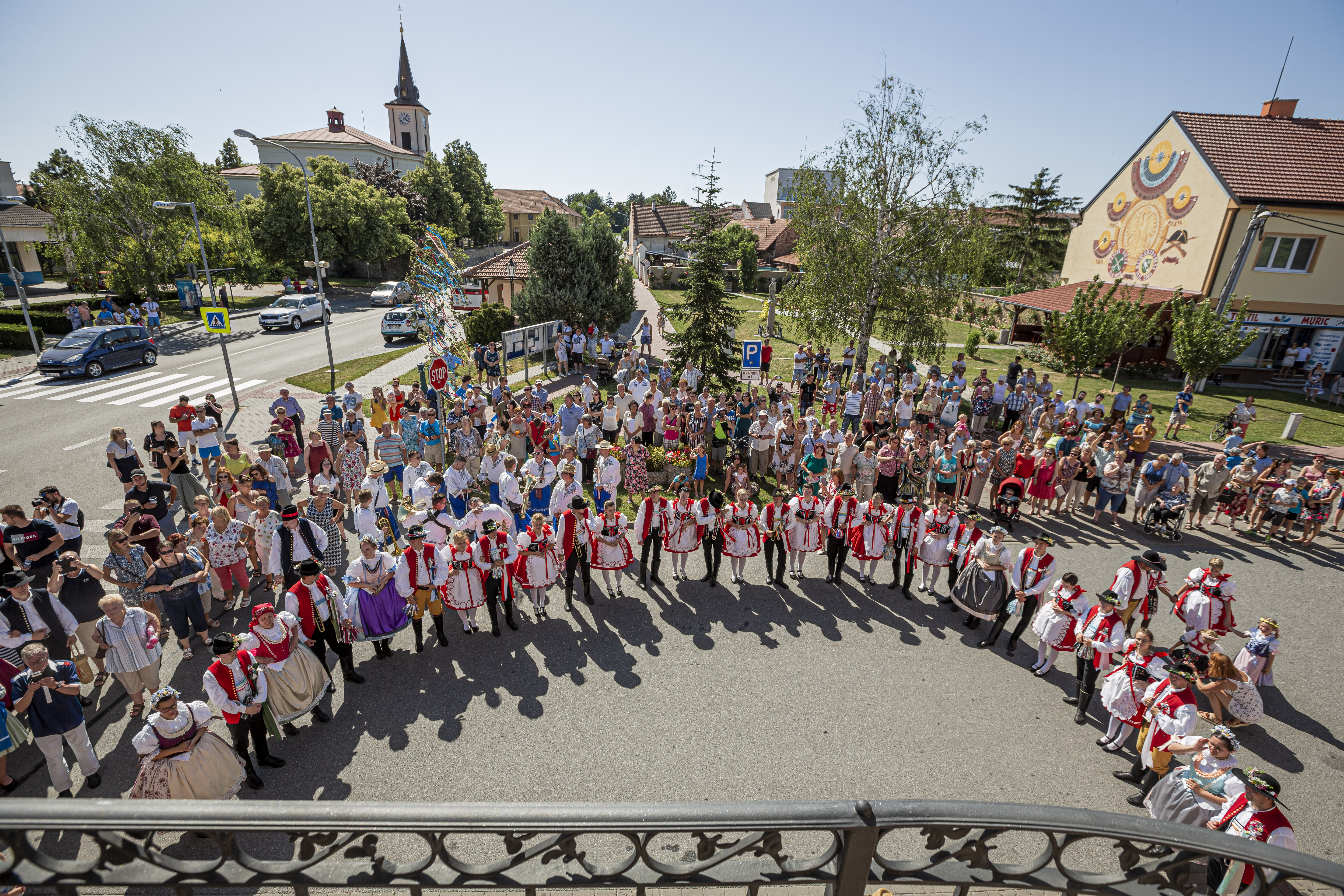
Hody v Újezdu u Brna v roce 2019

Brněnsko je označení pro kulturní a etnografický region na Moravě okolo města Brna. Zhruba odpovídá okresům Brno-město a Brno-venkov (bez jeho severozápadní části, která patří do Podhorácka, a jihozápadního okraje, který je nářečně nevyhraněný). Region byl vymezen a pojmenován v podstatě uměle jako zbytková přechodná oblast mezi Horáckem, Slováckem, Hanou a někdejším německým jihem Moravy. Z hlediska mluvy patří Brněnsko do zóny hanáckých nářečí, stále větší část obyvatel Brna a jeho zázemí je však vlivem silného přistěhovalectví za prací a studiem nářečně různorodá nebo nevyhraněná. V místní mluvě jsou využívány výrazy z hantecu, kterým ještě na počátku 20. století běžně mluvily nižší vrstvy brněnského obyvatelstva.

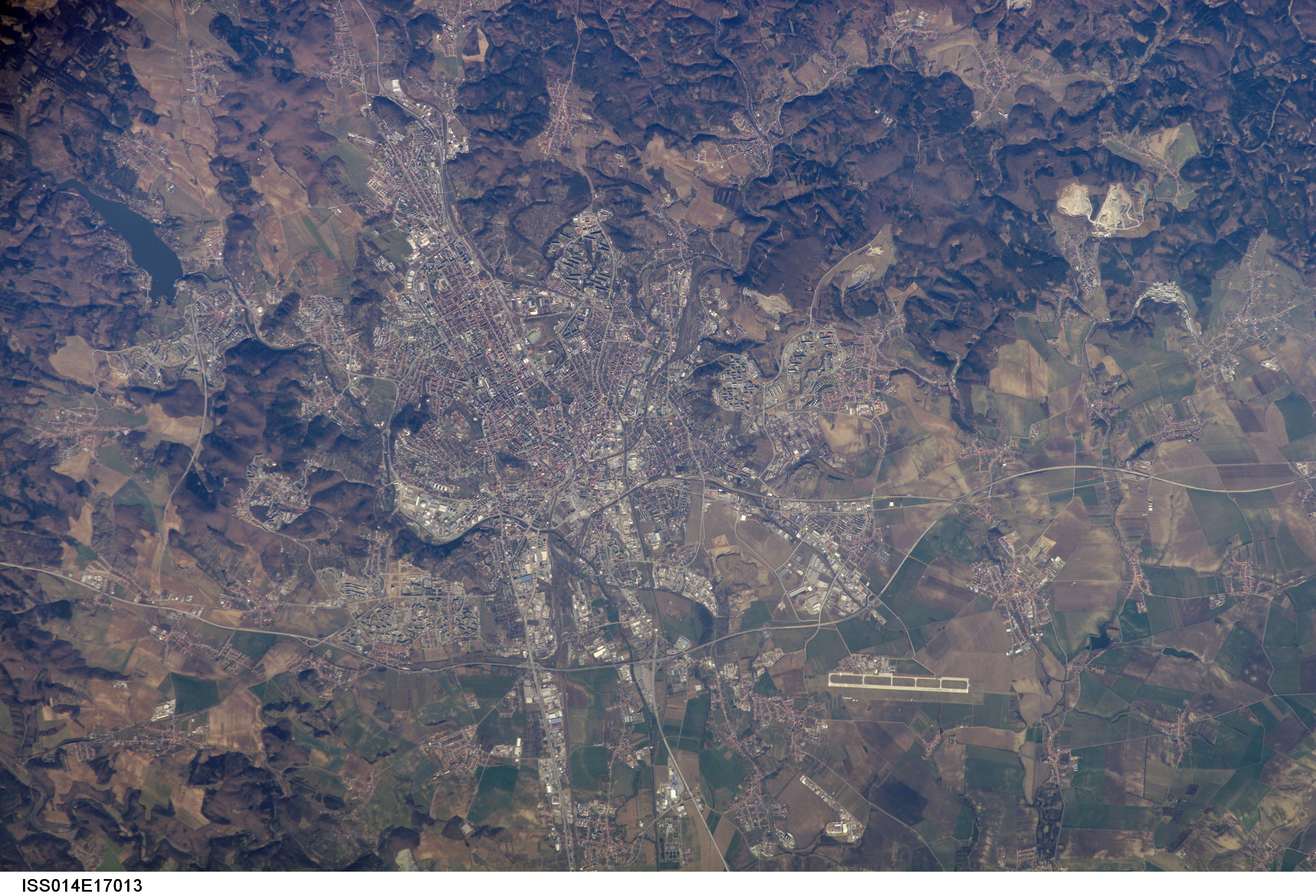
Satelitní snímek města Brna a jeho okolí

Jako středisko regionu naprosto dominuje Brno, dalšími sekundárními středisky jsou Dolní Kounice, Kuřim, Rajhrad, Šlapanice, Veverská Bítýška nebo Židlochovice. Z hlediska funkčních vazeb byla vymezena Brněnská metropolitní oblast.

## Historické použití
V historii pojem „Brněnsko“ označoval nejdříve přemyslovský Brněnský úděl (11. a 12. století), poté Brněnský kraj, zavedený v 16./17. století a zrušený roku 1860, a pak Brněnský kraj existující v letech 1949–1960. Jako „Brněnský kraj“ se také v letech 2000–2001 označoval současný Jihomoravský kraj. Všechny tyto celky byly podstatně rozsáhlejší než současný kulturně vymezený region Brněnsko.

## Jiné významy
V žurnalistickém úzu může výraz Brněnsko označovat právě okres Brno-venkov.
Brněnsko, z.s., je destinační společnost zabývající se propagací turistického ruchu v Brně a okolí. Její působnost zahrnuje město Brno, okres Brno-venkov (bez Pohořelicka) a také okres Vyškov.